# Годишња награда ЈДП
Годишња награда ЈДП (Југословенско драмско позориште) поводом дана оснивања сваке године додељује награде.
Лауреати за 2005 су:
- Дејан Мијач, редитељ, Биљана Србљановић, драмски писац. За улоге у појединим представама Исидора Минић у „Скакавцима“, Драган Мићановић за „Хамлета“ и Светлана Бојковић за „Шуму"

Лауреати за 2017 су:
- Власта Велисављевић за улогу Духа у представи „Хамлет”, Никола Ђуричко за улогу Лудака у представи „Случајна смрт једног анархисте” и улогу Пингла у представи „Хотел Слободан промет”, Анђелика Симић за улогу Анжелике у представи „Хотел Слободан промет” и улогу Дон Елвире ("Дон Жуан"), Горан Даничић за улогу Пјероа ("Дон Жуан"). Александар Поповски за режију представе „Хамлет”, за сценографију и посебан уметнички допринос у представи „Хамлет” награђен је Свен Јонке, а за костимографију Лана Цвијановић за представу „Дон Жуан”.[1]